# Rose Simmonds
Rose Simmonds (26. července 1877 – 3. července 1960) byla britsko-australská fotografka a členka piktorialistického hnutí.

## Životopis
Rose Culpin se narodila v Islingtonu v roce 1877. Vyrůstala ve Velké Británii, jejími rodiči byli Hannah Louise a Dr. Millice Culpin. Rodina emigrovala do Austrálie kolem roku 1891 a její otec provozoval lékařskou praxi v Taringě. Navštěvovala dívčí gymnázium v Brisbane a technickou školu v Brisbane ale o fotografii se začala zajímat až po svatbě stejně jako její manžel John Howard Simmonds. Předpokládá se, že ji zaujala temná komora, když její muž vytvářel vlastní snímky svých komerčních staveb z kamenného zdiva.
Zpočátku Simmonds fotografovala své syny, ale do roku 1928 přihlašovala své fotografie do měsíčních soutěží, které pořádal Queensland Camera Club a Australasian Photo-Review. V srpnu 1928 se stala členkou výboru a na základě svých znalostí malby se její impresionistická fotografie Playground of the Shadows dostala na první místo.
Její práce odrážela její umělecké vzdělání a její styl byl přirovnáván ke Claudu Monetovi. University of Queensland srovnává její práci s malíři jako Arthur Streeton, Elioth Grüner nebo Jean-Baptiste-Camille Corot. Simmonds fotografovala až do 40. let 20. století a v roce 1941 měla samostatnou výstavu svých děl.
Simmonds zemřela v Auchenflower v Queenslandu v roce 1960.

## Galerie

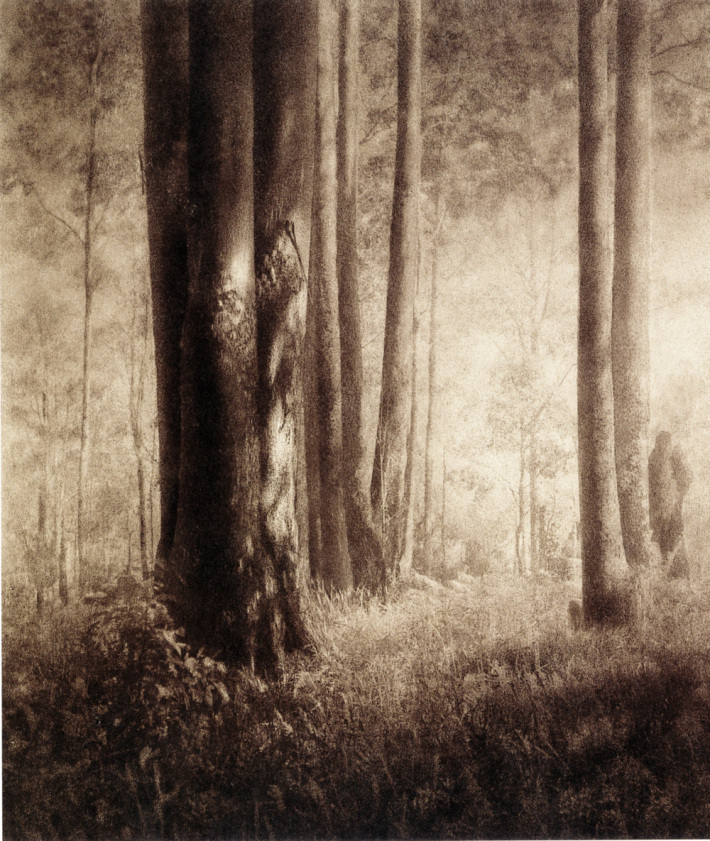
Vysoký a vznešený, 1930–1940
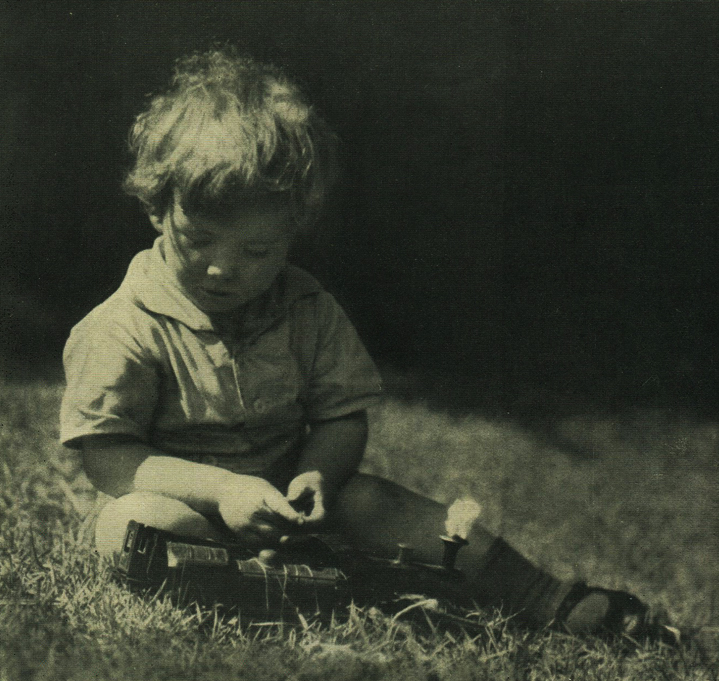
Child Study, 1929
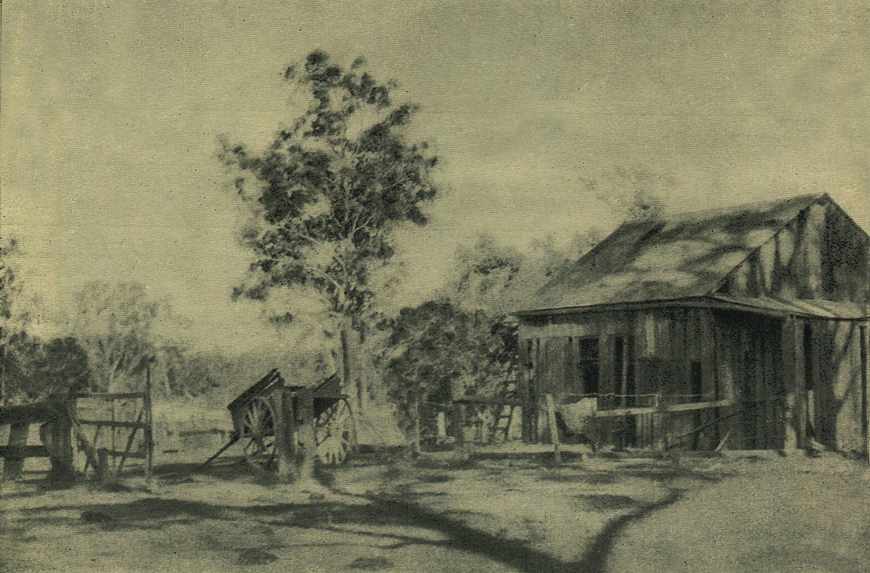
The Cow Shed, 1929